# CTV (rete televisiva)
CTV Television Network, nota come CTV, è una rete televisiva canadese in lingua inglese. In Canada è il più grande network privato, e fa parte di CTVglobemedia, una delle più grandi compagnie del paese nei media. Dal 2002, la CTV si è posizionata costantemente come la prima rete per numero di telespettatori totali, dopo numerosi anni di competizione con la concorrente Global Network nei mercati di chiave.
Non è mai esistito un nome completo per le lettere "CTV", che non sono dunque un acronimo. Tuttavia, molte persone gli attribuiscono il significato di Canadian Television (TV canadese). Tale significato è stato utilizzato in una campagna promozionale da parte della rete alla fine degli anni novanta.
Nel 2010 torna a trasmettere dopo 16 anni un'edizione dei giochi olimpici invernali, i XXI Giochi olimpici invernali di Vancouver, curando anche l'aspetto tecnico e occupandosi delle riprese da trasmettere nel mondo. La stessa rete da ampio spazio alla programmazione dei canali statunitensi, talvolta con adattamenti per il pubblico canadese (es. Amazing Race e MasterChef). Dal 2002 trasmette i Juno Award.